# Du côté de chez Swann (chanson)
Pour le roman de Marcel Proust, voir Du côté de chez Swann.
Pour les articles homonymes, voir Swann.
Singles de Dave
Dansez maintenant
(1975) Ophélie
(1976)
Pistes de Dave
Mon cœur est malade
(2)
Du côté de chez Swann est une chanson interprétée par Dave, écrite par Patrick Loiseau et composée par Michel Cywie. Elle figure sur son album Dave de 1975. Paru comme cinquième single de l'album en septembre 1975, le titre rencontre un grand succès en France.

## Histoire de la chanson
Le chanteur néerlandais connaît en France une série de succès en 1975, mais cherche à renouveler son répertoire et à lancer un nouveau tube en 1976. Parmi les projets reçus, il retient une musique de Michel Cywie, puis sollicite des paroliers, dont un parolier alors en vogue, Didier Barbelivien. Mais il préfère finalement faire appel à un ami, à l'origine déjà de plusieurs de ses succès, Patrick Loiseau. La mélodie inspire à celui-ci un texte inspiré des lectures de sa jeunesse dont les œuvres de Marcel Proust. Ce thème laisse sceptique Dave qui la pense trop littéraire, mais convainc son entourage professionnel,.
Paru en single en 1975, le titre rencontre finalement un grand succès en France, se classant à la troisième place du hit-parade et s'écoulant à plus de 400 000 exemplaires.

## Liste des titres
| A. | Du côté de chez Swann                               | 2:58 |
| B. | Fais-moi l'amour (cette nuit c'est toi qui m'aimes) | 3:17 |

## Crédits
- Dave – chant
- Patrick Loiseau – paroles, photographie
- Michel Cywie – composition
- Maryse Millet – composition (face B)
- Guy Mattéoni – arrangements, chef d'orchestre
- Jean-Jacques Souplet – réalisateur artistique

## Classements
| Classement (1975-76)                    | Meilleure position |
| --------------------------------------- | ------------------ |
| Belgique (Flandre Ultratop 50 Singles)  | 13                 |
| Belgique (Wallonie Ultratop 50 Singles) | 2                  |
| France (IFOP)                           | 3                  |
| Pays-Bas (Nederlandse Top 40)           | 9                  |
| Pays-Bas (Single Top 100)               | 12                 |

| Classement (1975) | Position |
| ----------------- | -------- |
| France (SNEP)     | 22       |

| Classement (1976)              | Position |
| ------------------------------ | -------- |
| Belgique (Flandre Ultratop 50) | 93       |

## Dans la culture
Sauf indication contraire ou complémentaire, les informations mentionnées dans cette section proviennent du générique de fin de l'œuvre audiovisuelle présentée ici.
- 2012 : Nos plus belles vacances de Philippe Lellouche - bande originale